# Paolo Uccello

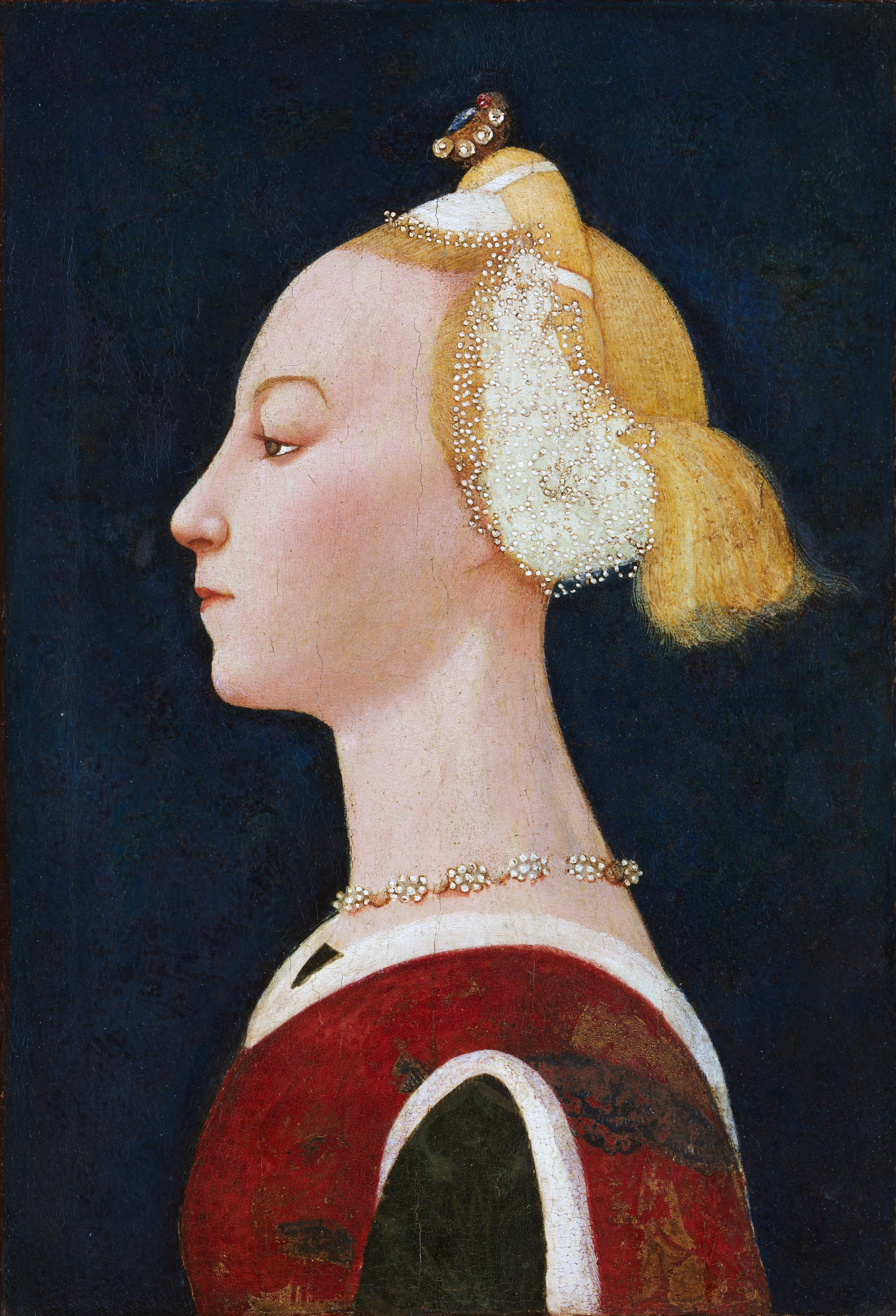
Retrat d'una dama (c. 1450), obra de Paolo Ucello al Museu Metropolità d'Art de Nova York

Paolo Uccello, nascut Paolo di Dono (Florència, 1397 - Florència, 10 de desembre de 1475), va ser un pintor italià, enquadrat dins de l'estil de la pintura gòtica internacional. Va ser pioner de la perspectiva visual en l'art. Giorgio Vasari, en el seu llibre Vides d'artistes, va escriure que, a Uccello, l'obsessionava la perspectiva i que de nit romania al seu estudi fins ben tard intentant situar el punt de fuga exacte. Va usar la perspectiva per a crear una sensació de profunditat en els seus quadres i no, com feien els seus contemporanis, per encabir-hi diferents escenes o esdeveniments successius d'una narració.
| «                                                                              | La muller d'Uccello contava a la gent que Paolo solia passar la nit al seu estudi, intentant situar els punts de fuga de la perspectiva, i que quan ella el cridava al llit ell deia: "Oh! Quin bell afer és la perspectiva!". | » |
| — Giorgio Vasari, Le Vite de' più eccellenti pittori, scultori, e architettori | |   |

Les seues obres més conegudes són tres pintures que representen la Batalla de san Romano (durant molt de temps anomenades erròniament Batalla de Sant' Egidio de 1416).
Va treballar en la tradició del gòtic tardà, emfasitzant el color i l'escenografia més aviat que la naturalitat clàssica en la qual altres artistes contemporanis van ser pioners. El seu estil pot ser qualificat de molt personal, i no hi va deixar seguidors ni deixebles.

## Biografia
Les fonts per estudiar la vida de Paolo Uccello són poques: la biografia que en va escriure Giorgio Vasari 75 anys després de la mort del pintor i un grapat de documents oficials contemporanis.
Va nàixer probablement a Florència l'any 1397. Les seues declaracions d'impostos durant alguns anys indiquen com a data de naixement el 1397, però l'any 1446 va manifestar haver nascut el 1396. El seu malnom Uccello li va venir per la seua afició a pintar ocells. Son pare, Dono di Paolo, era un barber de Pratovecchio, prop d'Arezzo, i sa mare s'anomenava Antonia.
A l'edat de deu anys, era aprenent del famós escultor Lorenzo Ghiberti. El taller de Ghiberti era a l'època el centre de creació artística més important de Florència. L'estil tardogòtic de Ghiberti i les seues composicions narratives van influir molt en Paolo. En aquesta època, va començar la seua gran amistat amb Donatello, que s'estendria durant tota la seua vida. El 1414, Uccello va ser admès al gremi de pintors anomenat la Compagnia di San Lucca, i un any després, el 1415, va unir-se al gremi oficial de pintors de Florència, l'Arte dei Medici e degli Speziali.
Segons Giorgio Vasari, la primera pintura de Paolo va ser un sant Antoni entre els sants Cosme i Damià, encarregada per l'hospital de Lelmo. Després va pintar dues figures en el convent d'Annalena. Poc després, va fer tres frescos amb escenes de la vida de sant Francesc d'Assís dalt de la porta de l'església de Santa Trinita. Per a Santa Maria Maggiore de Florència va pintar un fresc de l'anunciació. En aquest fresc, va pintar un gran edifici amb columnes en perspectiva. Vasari escriu que la gent opinava que era una obra important i bellament acabada.
Va pintar les vides dels pares de l'Església als claustres de l'església de San Miniato, en un tossal prop de Florència. Per a aquest fresc, va emprar colors poc habituals (pastes blaves, rajoles roges i diferents colors per als edificis), com a protesta contra els monòtons menjars que li servien a l'abadia: pastissos de formatge i sopa de formatge. Finalment, es va sentir tan malament que se'n va anar. Només va acabar l'obra quan des de l'abadia se li va prometre que li servirien un menjar normal.

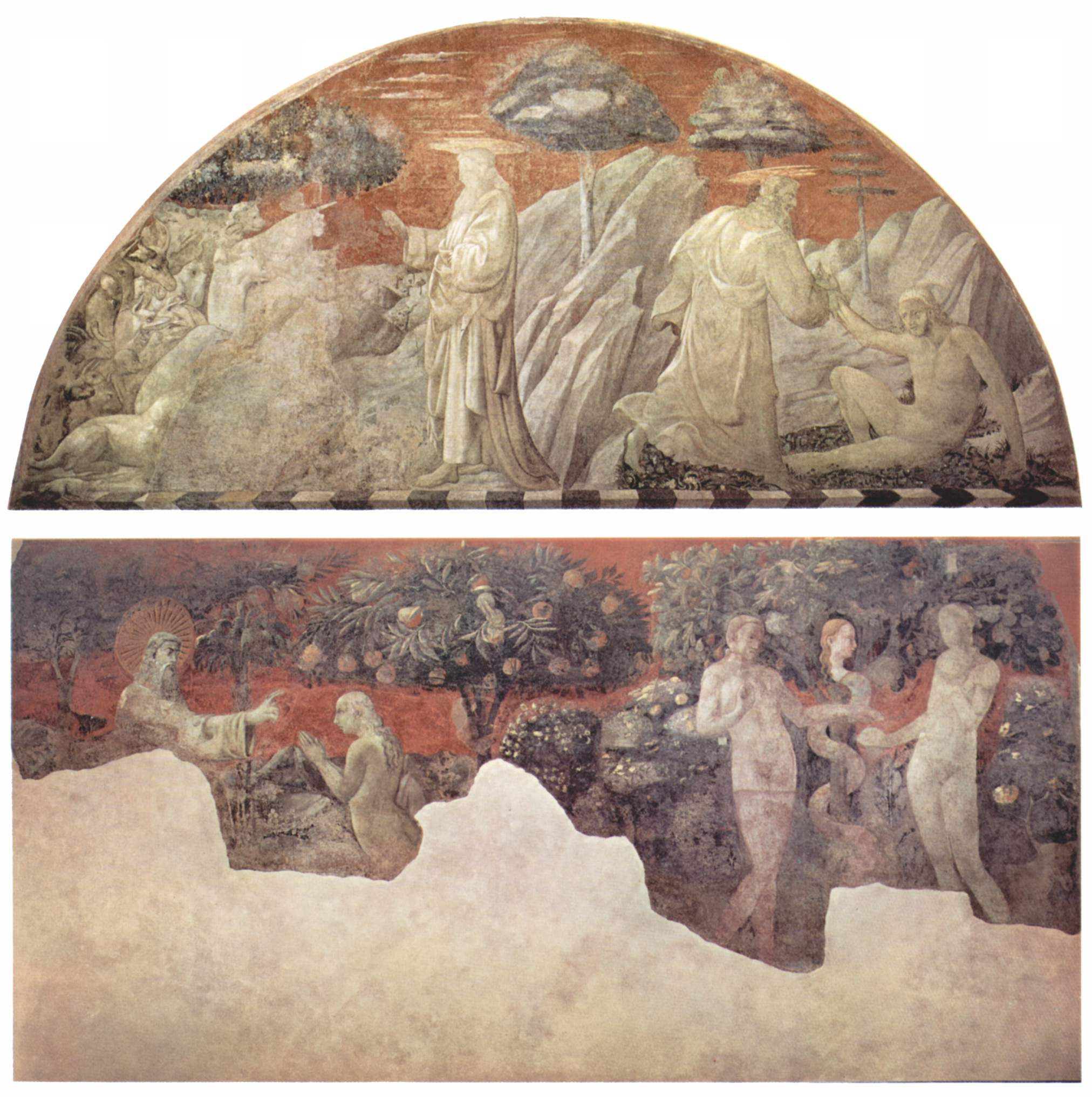

Se li va encarregar pintar al tremp un cert nombre d'escenes amb animals per a la casa dels Mèdici. La seua representació de dos feréstecs lleons lluitant era especialment apreciada per Vasari. A Ucello, li agradava pintar animals i al seu taller va fer-ne un gran nombre de pintures de totes les espècies, especialment d'ocells. Com que estava tan enamorat dels ocells, va ser escaientment anomenat Paolo Uccelli ('Pau el dels ocells').
Cap al 1424 ja es guanyava la vida com a pintor. En aquest any, va pintar episodis de la Creació i expulsió per al claustre Verd (Chiostro Verde) de Santa Maria Novella, a Florència (actualment molt deteriorats), que palesen la seua maduresa artística. De nou, va poder pintar lliurement un gran nombre d'animals. Com que va reeixir a pintar arbres en el seu color natural, a diferència de la majoria dels seus predecessors, va començar a adquirir reputació com a pintor de paisatges. Va continuar amb escenes del diluvi universal i de l'arca de Noè i Noè ebri. Aquestes escenes li van aportar molta fama a Florència.

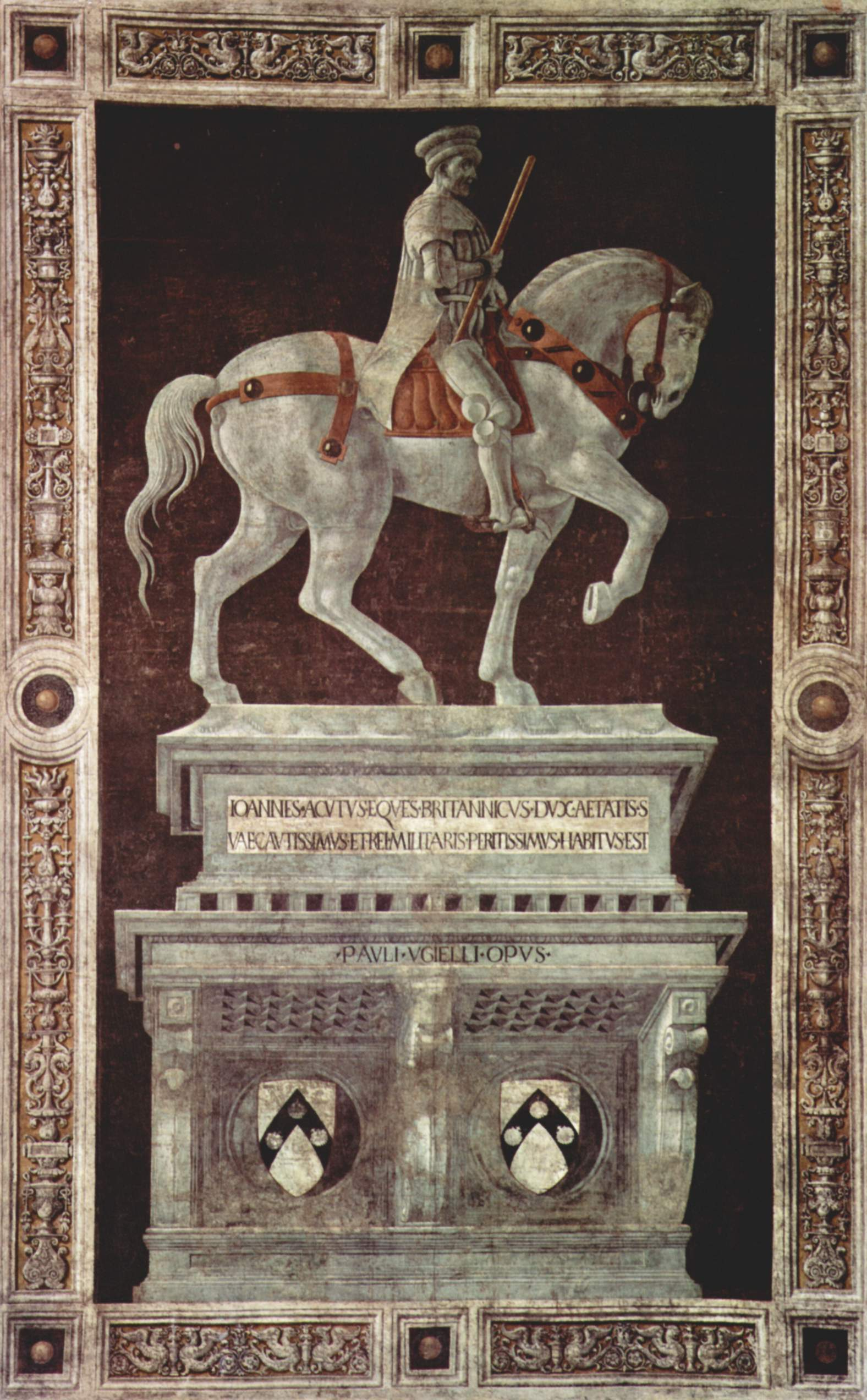
Monument fúnebre a sir John Hawkwood

L'any 1425 va viatjar a Venècia, on va treballar en els mosaics de la façana de la basílica de Sant Marc (obres perdudes actualment).
S'ha suggerit que va visitar Roma amb el seu amic Donatello abans de tornar a Florència l'any 1431. També va pintar alguns frescos a la catedral de Prato i a Bolonya.
Uccello va romandre a Florència la major part de la resta de la seua vida, fent obres per a diverses esglésies i patrons, entre les quals cal destacar les realitzades per a la catedral. L'any 1436, va rebre l'encàrrec d'un fresc monocromàtic de Sir John Hawkwood. En aquesta pintura eqüestre, va fer palès el seu interès en la perspectiva. El condottiere i el seu cavall es presenten com si el fresc fos una escultura, vista des de baix.
L'any 1443, va pintar les figures del rellotge de la catedral, i el mateix any i el 1444 va dissenyar-ne uns vitralls. L'any 1444 també va treballar a Pàdua.

En el Sant Jordi i el drac (c. 1456) és on resulta més evident la tendència vers el gòtic d'Uccello

L'any 1445 va viatjar a Pàdua per invitació de Donatello.
De nou a Florència l'any 1446, va pintar les Estacions vers la creu al claustre de l'església de Santa Maria Novella. Entre 1447 i 1454, va pintar unes Escenes de la vida monàstica per a la basílica de San Miniato al Monte de Florència.
Entre 1450 i 1456, va fer les seues tres pintures més cèlebres: La Batalla de san Romano, tres panells que representen la victòria de l'exèrcit florentí contra els senesos l'any 1432, per al palau Mèdici de Florència. Les extraordinàries formes en escorç situades en diversos plans donen fe de l'extrem virtuosisme d'Ucello i proporcionen una estructura visual ordenada del caos de les escenes de batalla.

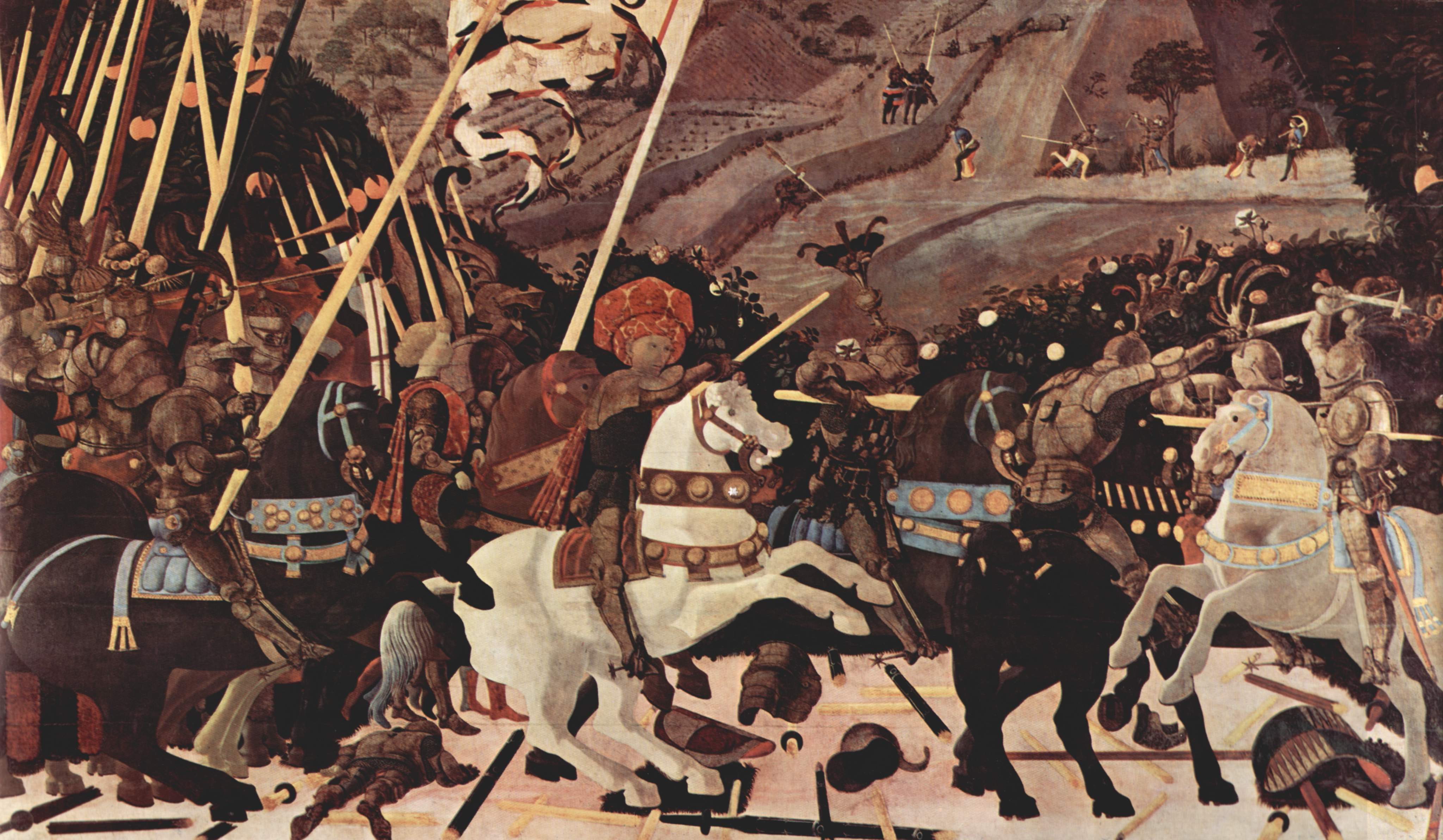
Paolo Uccello: Niccolò Mauruzi da Tolentino en la Batalla de san Romano, c. 1438–1440. Pintura al tremp d'ou amb oli de nou i llinassa sobre fusta d'àlber. 181.6 x 320 cm. Londres: National Gallery

Uccello es va casar amb Tomassa Malifici al voltant de 1453, perquè en aquest any va nàixer el seu fill Donato (batejat així en honor de Donatello) i el 1456 va nàixer la seua filla Antonia.

L'any 1465, Uccello va visitar Urbino amb el seu fill Donato, on va romandre fins al 1469 treballant per a la confraria de Corpus Domini, una germandat laica. Va pintar part de la predel·la del Corpus Domini amb el Miracle de l'hòstia profanada (el panell principal va ser fet per Joos van Wassenhove, amb una escena de la Comunió dels apòstols l'any 1474). La predel·la d'Ucello té sis escenes, amb interiors meticulosament naturalistes, corresponents al mite antisemític de la profanació de l'hòstia, basat en un suposat esdeveniment que tingué lloc a París l'any 1290. Va ser una iniciativa del duc Federico da Montefeltro d'Urbino per a vilipendiar els jueus, mentre que, en certa manera i per altra banda, tolerava llurs activitats. No totes les escenes s'han atribuït unànimement a Uccello.

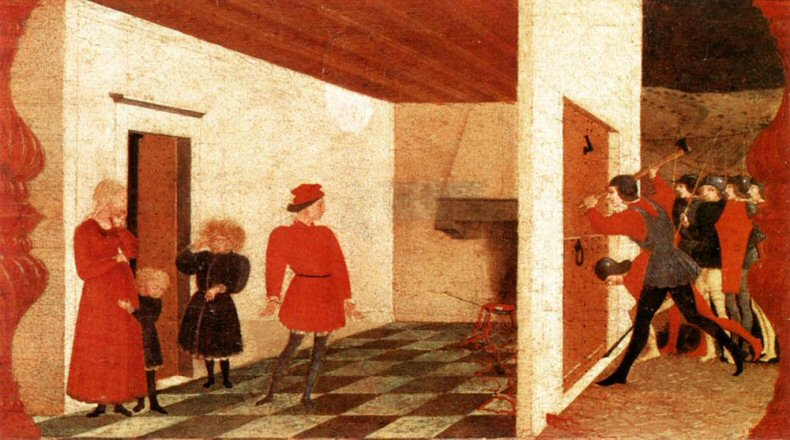
Una escena de la predel·la del Corpus Domini, de Paolo Uccello (c. 1465-1468), situada en la casa d'un usurer jueu. La sang del fons emana de l'hòstia, que el prestador ha intentat cuinar, i es filtra per davall de la porta

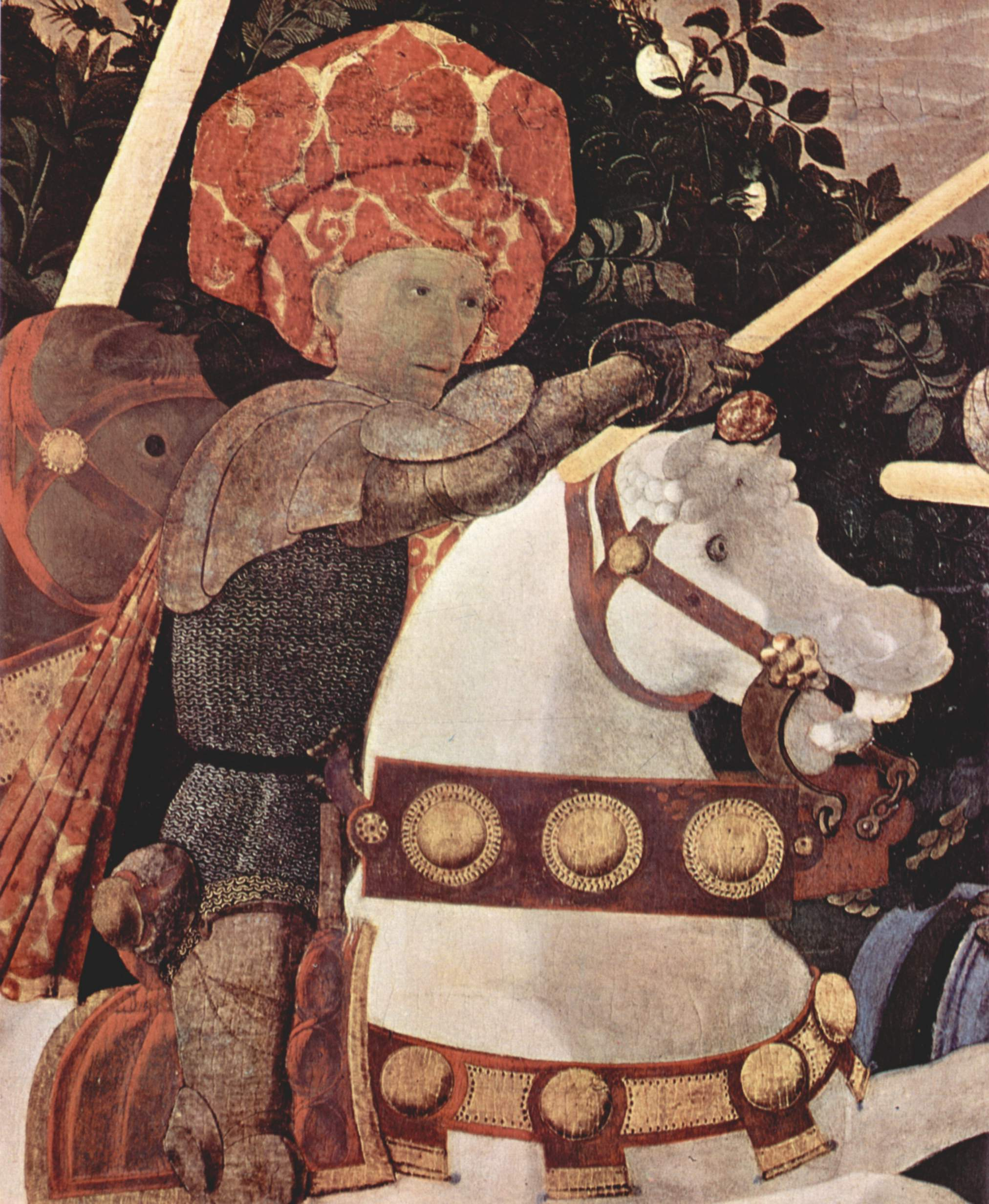
Figura amb un mazzocchio en La Batalla de san Romano, c. 1435-1440

En la seua declaració fiscal d'agost de 1469 deia: «Em trobe vell i malalt; la meua muller està malalta, i ja no puc treballar». En els darrers anys de la seua vida, va ser un home solitari, oblidat i angoixat pels problemes.
La seua darrera obra coneguda és El caçador, c. 1470.
Va fer el seu testament l'11 de novembre de 1475 i es va morir poc després a l'edat de 78 anys, el 10 de desembre de 1475 a l'hospital de Florència. Va ser enterrat en la tomba de son pare, a l'església florentina de Santo Spirito.
Amb la seua ment, precisa i analítica, va intentar aplicar un mètode científic per pintar objectes en un espai tridimensional. Particularment, es conserven alguns dels seus estudis d'escorç del tor, i una de les seues mostres de mestria en la perspectiva van ser les representacions de l'ornament del cap en forma de tor anomenat mazzocchio. La perspectiva dels seus quadres ha influït grans mestres, com ara Piero della Francesca, Albrecht Dürer i Leonardo da Vinci, entre d'altres.
La seua filla Antonia Uccello (1446–1491) va ser una monja carmelita, a qui Giorgio Vasari va qualificar d'«una filla que sabia com dibuixar». Figura com a pittoressa ('pintora') en el seu certificat de defunció. El seu estil i capacitat continua sent un misteri perquè cap de les seues obres s'ha conservat.

## Obres
Pope-Hennessy és molt més conservador que els autors italians: atribueix alguna de les obres citades més avall a un "mestre de Prato" i a un "mestre de Karlsruhe". La major part de les dates de la llista (extretes de Borsi i Borsi) s'han deduït per l'evolució artística, i no per documentació.

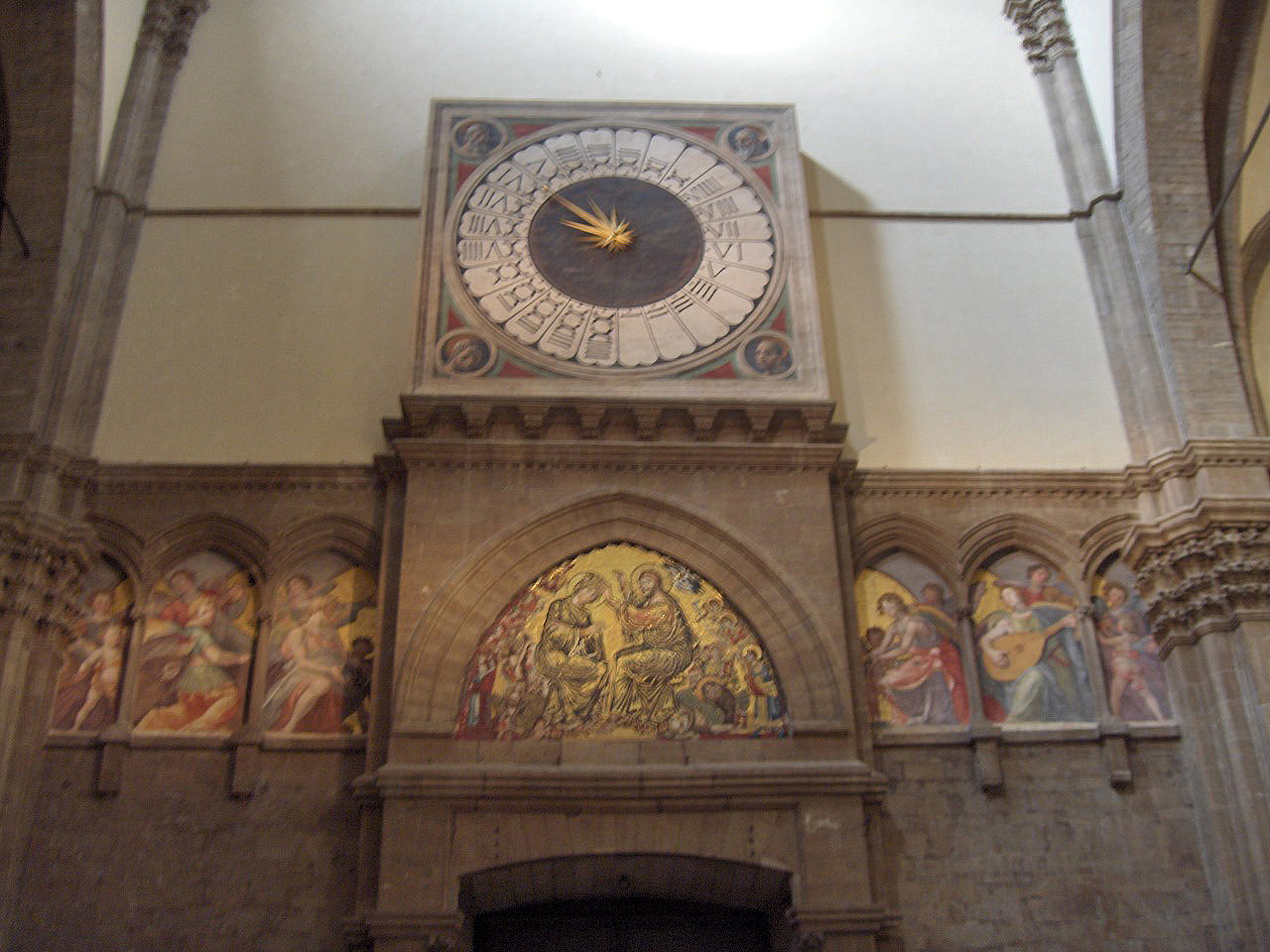
Rellotge de la catedral, Florència

- Anunciació (c. 1420–1425) -Ashmolean Museum, Oxford
- Creació i caiguda (c.1424–1425) -Lluneta i secció inferior, Chiostro Verde, Santa Maria Novella, Florència
- Adoració dels reis mags (c. 1431–1432) -Staatliche Kunsthalle Karlsruhe
- Sant Jordi i el drac (c. 1431) -National Gallery of Victoria, Melbourne
- Quarate Predella (c. 1433) -Museo Arcivescovile di Castello, Florència
- Frescos a la capella dell' Assunta (c. 1434–1435) -Catedral, Prato
- Monja santa amb dos infants (c.1434–1435) -Contini-Bonacosi Collection, Florència
- Monument eqüestre a John Hawkwood (c. 1436) -Catedral, Florència
- La Batalla de san Romano, consistent en:

- Batalla de san Romano: Niccolò da Tolentino (c. 1450–1456) -National Gallery de Londres
- Batalla de san Romano: Bernadino della Ciarda descavalcat (c. 1450–1456) -Galleria degli Uffizi, Florència
- Batalla de san Romano: Micheletto da Cotignola (c.1450) -Museu del Louvre, París

- Sant Jordi i el drac (c. 1439–1440) -Museu Jacquemart-André, París
- Decoració de rellotge amb quatre profetes/evangelistes (1443) -Catedral, Florència
- Ressurrecció (1443-1444) -vitrall, Catedral, Florència
- Nativitat (1443-1444) -vitrall, Catedral, Florència
- Història de Noè (c. 1447) -lluneta i secció inferior, Chiostro Verde, Santa Maria Novella, Florència
- Escenes de la vida monàstica (c. 1447–1454) -San Miniato al Monte, Florència
- Sant Jordi i el drac (c. 1450-55) -National Gallery, Londres
- Crucifixió (c. 1457–1458) -Museu Thyssen-Bornemisza, Madrid
- Vida dels sants pares (c. 1460–1465) -Accademia, Florència
- Miracle de l'hòstia profanada (1467–1468) -predel·la, Galleria Nazionale delle Marche, Palau Ducal, Urbino)
- El caçador en el bosc (c. 1470) -- Ashmolean Museum, Oxford